# ويليام بي. بارتليت
ويليام بي. بارتليت هو محامي وسياسي أمريكي، ولد في 13 سبتمبر 1829، وتوفي في 16 مارس 1917. نشط حزبياً في الحزب الجمهوري. وقد انتخب عضو جمعية ولاية ويسكونسن ‏.